# Гиллеспи, Крэйвон
Крейвон Гиллеспи (англ. Cravon Gillespie; род. 31 июля 1996, Пасадина, США) — американский легкоатлет, который специализируется в спринте, чемпион мира.
На чемпионате мира 2019 принял участие в забеге в составе американского эстафетного квартета 4×100 метров. В финале, где победила сборная США, не выступал, однако по регламенту соревнований был награжден золотой медалью.